# Saison 4 de Dead Zone
Chronologie
Saison 3 Saison 5
Cet article présente le guide de la quatrième saison du feuilleton télévisé Dead Zone.

## Diffusion
Aux États-Unis, elle a été diffusée entre le 12 juin 2005 et le 28 août 2005 puis le 4 décembre 2005 pour un épisode de Noël sur USA Network.
En France, la saison 4 a été diffusée entre le 7 janvier 2006 et le 11 février 2006 sur M6.

## Épisodes

### Épisode 1:Vengeance
- États-Unis : 12 juin 2005[1]
- France : 7 janvier 2006 sur M6

Cet épisode reprend là où s'est arrêté le dernier épisode de la saison 3.
Rebecca essaie de tuer Greg Stillson croyant qu'il est impliqué dans le meurtre de sa sœur mais une vision de Johnny montre clairement que le vrai tueur n'est autre que le père de Greg.

### Épisode 2:Le Collectionneur
- États-Unis : 19 juin 2005
- France : 7 janvier 2006 sur M6

### Épisode 3:Double
- États-Unis : 26 juin 2005
- France : 14 janvier 2006 sur M6

### Épisode 4:La Muse
- États-Unis : 10 juillet 2005
- France : 14 janvier 2006 sur M6

### Épisode 5:Thaddeus
- États-Unis : 17 juillet 2005
- France : 21 janvier 2006 sur M6

### Épisode 6:Souvenir
- États-Unis : 24 juillet 2005
- France : 21 janvier 2006 sur M6

### Épisode 7:Un père
- États-Unis : 31 juillet 2005
- France : 28 janvier 2006 sur M6

### Épisode 8:Le Génie
- États-Unis : 7 août 2005
- France : 28 janvier 2006 sur M6

### Épisode 9:Le Lien
- États-Unis : 14 août 2005
- France : 4 février 2006 sur M6

### Épisode 10:L'Homme fantôme
- États-Unis : 21 août 2005
- France : 4 février 2006 sur M6

### Épisode 11:Naufragée
- États-Unis : 28 août 2005
- France : 11 février 2006 sur M6

### Épisode 12:Le Cadeau
- États-Unis : 4 décembre 2005[2]
- France : 11 février 2006 sur M6